# Palgongsan
Le Palgongsan est une montagne de Corée du Sud située au nord de Daegu.